# Poul Helge Alsbirk
Poul Helge Alsbirk (geb. Andersen; * 5. März 1936 in Odense; † 1. Juli 2022) war ein dänischer Ophthalmologe.

## Leben
Poul Helge Alsbirk war der Sohn des Bauleiters Helge Christian Andersen und seiner Frau Gudrun Kristine Knudsen. Am 13. September 1958 heiratete er in Odense Ida Maria Sodemann (1935–2018), mit der er vier Kinder bekam. 1960 ließ er seinen Nachnamen von Andersen in Alsbirk ändern. Er studierte von 1954 bis 1961 Medizin. 1964 wurde er als Assistenzarzt im grönländischen Uummannaq angestellt. 1966 wurde er dort stellvertretender Distriktsarzt und dann Reservearzt in Nuuk. 1967 wurde er zum Distriktsarzt in Uummannaq ernannt und führte nebenher eine vierjährige Bevölkerungsuntersuchung durch. Von 1971 bis 1978 führte er seine Untersuchungen in Dänemark fort. Währenddessen wurde er 1976 dr. med mit einer Abhandlung über den Grünen Star. Anschließend wurde er 1979 zum Facharzt für Augenheilkunde ernannt. 1980 wertete er seine Forschungsergebnisse aus. Anschließend war er in Dänemark als Arzt tätig, ab 1984 als Augenarzt im Krankenhaus Hillerød, und diente zudem als medizinischer Berater für Augenheilkunde in Grönland, aber auch in Dänemark und zahlreichen asiatischen Ländern. 1999 wurde er pensioniert.
Poul Helge Alsbirk schrieb zahlreiche Artikel über das Arztwesen in Grönland. Ab 1976 war er Vorstandsmitglied in der Grönlandsmedizinischen Gesellschaft, deren Vorsitzender er von 1980 bis 1983 war. Ab 1978 war er Mitglied der grönländischen Abteilung der Dänischen Ophthalmologischen Gesellschaft und von 1990 bis 1993 deren Vorsitzender. Am 7. September 2005 erhielt er den Nersornaat in Silber. Er starb 2022 verwitwet im Alter von 86 Jahren und hinterließ seine vier Kinder.